# Zuiderzeestraatweg
De Zuiderzeestraatweg is de in 1830 aangelegde verbindingsweg tussen Amersfoort en Zwolle. De weg loopt ongeveer langs het tegenwoordige Veluwemeer, de vroegere Zuiderzee, waaraan de weg zijn naam heeft te danken. Tot 1967, toen de A28 werd geopend, was het de belangrijkste verbinding tussen Zwolle en Amersfoort en de tussenliggende plaatsen.  

## Geschiedenis
Het initiatief voor de aanleg werd circa 1820 genomen door zeven grootgrondbezitters langs de route. Oorspronkelijk was koning Willem I tegen de plannen, omdat kort daarvoor de weg Amersfoort-Deventer was aangelegd, waarmee de Veluwe volgens hem voldoende ontsloten was. Uiteindelijk werd in 1827 toch toestemming verleend de weg aan te leggen, waarbij een belangrijk deel gefinancierd werd door veertien tollen. De weg werd deels aangelegd op oude dijklichamen, waardoor de weg niet direct zou wegstromen bij een stormramp. In 1830 werd de 5 meter brede klinkerweg geopend. In 1927, toen de weg in het Rijkswegenplan werd opgenomen, was het met een lengte van 64,4 kilometer het langste rijkswegtracé in Nederland. 
In 1908 opende de Zuiderzeetram haar lijn tussen Hattemerbroek en Nunspeet. Deze lijn volgde de Zuiderzeestraatweg. In 1931 werd de lijn gesloten en vervolgens opgebroken.
In de jaren zestig van de 20e eeuw werd de A28 aangelegd om de plaatsen aan de overvolle Zuiderzeestraatweg te ontlasten. De benaming 'Zuiderzeestraatweg' is vervolgens niet overal intact gebleven: op verschillende plaatsen kreeg de weg een andere naam om de adressering en bezorging van de post te vereenvoudigen. Zo heet de straatweg tegenwoordig deels 'Nijkerkerstraat', 'Oude Rijksweg', 'Putterweg', 'Harderwijkerweg' en 'Elburgerweg'. Vanaf Harderwijk tot en met Hattemerbroek is de oorspronkelijke naam 'Zuiderzeestraatweg' nog in gebruik, behalve in en om Nunspeet. De Zuiderzeestraatweg heeft ook N-nummering gekregen. Tussen Wezep en Oostendorp bijvoorbeeld is zij de N308.

## Oorspronkelijk gelegen aan de Zuiderzeestraatweg
- Zwolle (het beginpunt, of eindpunt, is sinds 1930 op de (oude) IJsselbrug of Katerveerbrug, daarvoor was dat de Gelderse kant van het Katerveer)
- Hattemerbroek
- Wezep
- Oldebroek
- Oostendorp
- Elburg
- Doornspijk
- Nunspeet
- Hulshorst
- Hierden
- Harderwijk
- Ermelo
- Putten
- Nijkerk
- Amersfoort